# Chalmita, Cardonal
Chalmita är en ort i Mexiko.   Den ligger i kommunen Cardonal och delstaten Hidalgo, i den sydöstra delen av landet, 130 km norr om huvudstaden Mexico City. Chalmita ligger 2 125 meter över havet och antalet invånare är 145.
Terrängen runt Chalmita är kuperad. Runt Chalmita är det ganska tätbefolkat, med 60 invånare per kvadratkilometer. Närmaste större samhälle är Cardonal, 3,7 km sydväst om Chalmita. Trakten runt Chalmita består i huvudsak av gräsmarker.